# Matteo Romano
Matteo Romano (Cuneo, 20 marzo 2002) è un cantautore italiano.

## Biografia
Matteo Romano, primo di tre gemelli, ha iniziato la sua carriera musicale nel 2020, quando ha pubblicato sulla piattaforma social TikTok un estratto di quello che sarebbe poi diventato il suo singolo di debutto Concedimi. Il video è diventato virale in Italia, raggiungendo oltre quattro milioni di visualizzazioni. Il singolo è stato pubblicato il successivo 17 novembre, venendo certificato doppio disco di platino.
Nel marzo 2021 ottiene un contratto discografico con l'etichetta Universal Music Italia, pubblicando il suo secondo singolo, Casa di specchi.
Nel novembre dello stesso anno è stato confermato come uno fra i dodici artisti partecipanti a Sanremo Giovani 2021, festival musicale che ha selezionato tre artisti emergenti per il 72º Festival di Sanremo. Romano si classifica terzo con il brano Testa e croce, il che gli ha permesso di prendere parte al festival con il brano Virale, scritto da lui stesso insieme a Dardust, Alessandro La Cava e Federico Rossi, posizionandosi undicesimo.
Il 18 aprile 2022 si è esibito a Piazza San Pietro a Roma, scelto dalla CEI, insieme al cantautore Blanco, per introdurre l'incontro di Papa Francesco con 80 000 ragazzi provenienti da tutta l'Italia e di età compresa fra i dodici e i diciassette anni; nell'occasione, ha riproposto un'esibizione con il brano Virale. Il successivo 22 aprile pubblica il singolo Apatico, che ha anticipato la sua prima tournée estiva, composta da nove date. Il 24 giugno viene pubblicato sulle piattaforme digitali il sesto singolo Tramontana, co-scritto nuovamente in collaborazione con La Cava, e prodotto da Zef.

## Discografia

### EP
- 2024 – Finta nostalgia

### Singoli
- 2020 – Concedimi
- 2021 – Casa di specchi
- 2021 – Testa e croce
- 2022 – Virale
- 2022 – Apatico
- 2022 – Tramontana
- 2022 – Tremo (Midnight)
- 2023 – Tulipani blu (con Luigi Strangis)
- 2024 – Assurdo
- 2024 – Tornado

#### Come artista ospite
- 2023 – Part of Me (feat. Cian Ducrot)
- 2023 – Sogni prima di dormire (feat. Federica Abbate)